# Big bang frio
Big Bang Frio é uma designação usada em Cosmologia para denotar uma temperatura de zero absoluto no começo do Universo, ao invés de um Big Bang (quente).
Numa tentativa de entender a origem dos átomos, Georges Lemaître propôs (em 1927) que, antes da Expansão do universo ter começado, toda a matéria no Universo formava uma bola gigante de líquido nuclear a uma temperatura extremamente baixa. A baixa temperatura era necessária para permitir uma coesão suficiente dentro do átomo primordial de Lemaître, em virtude da agitação térmica.
Em 1966, David Layzer propôs uma variante da cosmologia de Lemaître na qual o estado inicial do Universo estava próximo do zero absoluto. Usando a Termodinâmica, Layzer argumentou que, ao invés de um estado inicial com alta entropia, o Universo primordial estava num estado de entropia muito baixa, próximo do zero absoluto.

## Resultados recentes
O autor, Armando V.D.B. Assis, um físico brasileiro, argumenta que as equações de campo de Einstein da (RG) sob o contexto cosmológico levam a uma temperatura de zero absoluto no começo do Universo (Big Bang Frio, Cosmologia de Big Bang Frio). Para chegar ao resultado alegado, o autor usa um postulado extra em que a energia positiva é devida ao princípio da incerteza de Heisenberg.

### Das Hipóteses inerentes e da Solução
Partindo do Princípio cosmológico e do postulado de Weyl, o autor revisita os argumentos básicos usados na Cosmologia e na relativística. Invocando um teorema da Geometria Diferencial, o Teorema de Schur, o autor assume o tensor de Riemann de um 3-espaço de curvatura constante, levando a uma geometria de espaço-tempo, para um sistema de referência comóvel, dada pela métrica de Robertson-Walker.
Partindo das equações de campo de Einstein da (RG) em unidades naturais, o autor chega às equações de Friedmann no seguinte formato
{\displaystyle {\frac {{\dot {R}}^{2}+kc^{2}}{R^{2}}}={\frac {8\pi G}{3c^{2}}}\left(\rho +{\tilde {\rho }}\right)}
{\displaystyle {\frac {2R{\ddot {R}}+{\dot {R}}^{2}+kc^{2}}{R^{2}}}=-{\frac {8\pi G}{c^{2}}}\left(p+{\tilde {p}}\right)}
O autor se refere a {\displaystyle R} como sendo o comprimento de magnificação de escala da dinâmica cosmológica, dependendo do tempo cosmológico. Nas palavras do próprio autor (traduzidas do inglês para o português): isso mede como um comprimento unitário do substrato cosmológico torna-se esticado à medida que a o Universo se expande através de uma evolução entre dois instantes cosmológicos. O autor inclui a Constante cosmológica {\displaystyle \Lambda } dentro da densidade, {\displaystyle {\tilde {\rho }}}, e da pressão, {\displaystyle {\tilde {p}}}, do vácuo.
O autor parece se referir ao seguinte critério local de conservação de energia, pois, nas palavras do próprio autor (traduzidas do inglês para o português): a questão da conservação de energia em cosmologia é enfraquecida, com suporte na conhecida falha de objetivo/contexto do Teorema de Noether em Cosmologia
{\displaystyle \nabla _{\mu }T_{\,\,\,t}^{\mu }=\partial _{\mu }T_{\,\,\,t}^{\mu }+\Gamma _{\,\,\mu \nu }^{\mu }T_{\,\,\,t}^{\nu }-\Gamma _{\,\,\mu t}^{\nu }T_{\,\,\,\nu }^{\mu }=0}
onde {\displaystyle T_{\mu \nu }} é o tensor de energia-momento. Essa implementação covariante local leva à Primeira Lei da Termodinâmica
{\displaystyle {\frac {\partial }{\partial t}}\left(\rho +{\tilde {\rho }}\right)+3{\frac {\dot {R}}{R}}\left(\rho +{\tilde {\rho }}+p+{\tilde {p}}\right)=0}
O autor escreve a equação de estado {\displaystyle \rho -3p=0} para o fluido de Weyl dentro do limite ultra-relativístico, primeiramente considerando um Universo dominado por radiação.
Integrando as Equações de Friedmann dentro desse cenário, o autor leva em consideração o valor absoluto, levando ao seguinte resultado para a pressão
{\displaystyle |p|={\frac {e^{C'}}{R^{4}}}}
onde {\displaystyle C^{'}} é uma constante de integração arbitrária.
O autor despreza os termos de vácuo, desprezando a densidade do vácuo, {\displaystyle {\tilde {\rho }}}, e a pressão do vácuo, {\displaystyle {\tilde {p}}}, em relação à radiação; aplica as condições iniciais no instante inicial do Universo:
{\displaystyle R=R\left(0\right)}
{\displaystyle {\dot {R}}=0}
para {\displaystyle t=0}, obtendo para a pressão
{\displaystyle p(R)=k{\frac {c^{4}R_{0}^{2}}{8\pi GR^{4}}}}
onde {\displaystyle k} é a curvatura normalizada.
Invocando consistência interna, robustez, o autor obtém {\displaystyle k=-1}, implicando um universo aberto.
Dentro do apêndice, o autor levanta um argumento a partir da Mecânica Quântica, usando o Princípio da Incerteza de Heisenberg, e postula :

"O conteúdo atual de energia do Universo é uma consequência da crescente indeterminação da era primordial. Qualquer origem de um sistema de referência co-móvel dentro do substrato cosmológico tem uma indeterminação inerente. Assim, a indeterminação do conteúdo energético do Universo pode criar a impressão de que o Universo não tem energia suficiente, levantando ilusões como as especulações sobre matéria escura e energia escura. Em outras palavras, como a fonte original de energia emerge de uma indeterminação, nós postulamos que essa indeterminação continua sendo o conteúdo energético do Universo observacional: {\displaystyle \delta E(t)=E^{+}(t)=E_{0}^{+}/{\sqrt {1-{\dot {R}}^{2}/c^{2}}}}"

Da Estatística de Bose-Einstein, o autor alcança a seguinte expressão para a temperatura da Radiação Cósmica de Fundo (MBR) em função de R
{\displaystyle T^{4}={\frac {15c^{7}h^{3}}{16\pi ^{6}Gk_{B}^{4}}}{\frac {1}{R^{2}}}{\sqrt {1-{\frac {2Gh}{c^{3}R^{2}}}}}}
donde o autor obtém uma temperatura de zero absoluto no Big Bang, 2.7 K para a atual temperatura da Radiação Cósmica de Fundo. Também, o valor {\displaystyle 10^{51}}{\displaystyle m/s^{2}} para a ignição do Big Bang.
Em junho de 2011 é publicada uma demonstração onde a incerteza de Heisenberg persistente que levara a uma temperatura de zero absoluto para o universo primordial advém de um critério de quantização para a energia.:
{\displaystyle N_{t}(\delta E_{\rho })={\dfrac {E_{0}^{+}}{\sqrt {1-{\dot {R}}^{2}/c^{2}}}}}
onde {\displaystyle N_{t}}, que aumenta com o tempo cosmológico {\displaystyle t}, é a quantidade de flutuações elementares discretas de energia {\displaystyle \delta E_{\rho }} no interior de uma esfera cheia de fluido cosmológico no instante {\displaystyle t} do tempo cosmológico. Os pontos dentro dessa esfera são munidos de uma incerteza de posição intrínseca também quantizada, sendo que esses pontos pertencem ao fluido cosmológico em uma hipersuperfície de simultaneidade no instante {\displaystyle t}, i.e., os pontos dentro dessa esfera são todos cosmologicamente simultâneos.